# Europa Star 2011
Pour un article plus général, voir Europa Star.
La 8e édition du programme Europa Star est un programme d'émission de pièces commémoratives ayant eu lieu en 2011 dans plusieurs États européens frappant des pièces en euro ; le thème commun était les « grands explorateurs européens ».
| Pays        | Sujet                                  | Valeur nominale | Sortie             | Avers | Revers | Métal               |
| ----------- | -------------------------------------- | --------------- | ------------------ | --- | --- | ------------------- |
| Autriche    | Nikolaus Joseph von Jacquin            | 20 €            | 23 février 2011    | Représentation de Nikolaus von Jacquin dans les Caraïbes, entouré de la faune et la flore locale. En haut, la légende KARIBIK-EXPEDITION 1754-1759              | Portrait de Nikolaus Joseph von Jacquin accompagné d'un iris variegata. Son nom NIKOLAUS JOSEPH VON Jacquin est indiqué sous son visage. À droite dans un arc de cercle, la mention du pays émetteur REPUBLIK ÖSTERREICH et la valeur nominale 20 EURO. Derrière sa nuque, le millésime 2011 | Ag 90,0 %           |
| Belgique    | Auguste Piccard                        | 10 €            | mai 2011           | Fonds marins avec le bathyscaphe FNRS-2. À gauche, portrait d'Auguste Piccard et sa signature. Le texte anglais BELGIAN DEEP SEA EXPLORATION surplombe le tout. | Carte de l'Union européenne (Europe des 27), les 12 étoiles européennes, la mention trilingue BELGIE BELGIQUE BELGIEN, la valeur nominale 10 EURO et le millésime 2011. | Ag 92,5 %, Cu 7,5 % |
| Belgique    | Auguste Piccard                        | 50 €            | mai 2011           | Fonds marins avec le bathyscaphe FNRS-2. À gauche, portrait d'Auguste Piccard et sa signature. Le texte anglais BELGIAN DEEP SEA EXPLORATION surplombe le tout. | Carte de l'Union européenne (Europe des 27) en plaqué or, les 12 étoiles européennes, la mention trilingue BELGIE BELGIQUE BELGIEN, la valeur nominale 50 EURO et le millésime 2011. | Au 99,9 %           |
| Espagne     | Francisco de Orellana,                 | 10 €            | 1er trimestre 2011 | Effigie du roi Juan Carlos Ier tournée vers la gauche et entourée de la légende JUAN CARLOS I REY DE ESPAÑA et du millésime 2011.                               | Buste de Francisco de Orellana. À sa droite, une barque commandée par lui-même et comportant 3 rameurs. En bas, son nom FRANCISCO de ORELLANA. En haut, la valeur nominale 10 EURO. | Ag 92,5 %           |
| Espagne     | Francisco de Orellana,                 | 200 €           | 1er trimestre 2011 | Effigie du roi Juan Carlos Ier tournée vers la gauche et entourée de la légende JUAN CARLOS I REY DE ESPAÑA et du millésime 2011.                               | Buste de Francisco de Orellana. À sa droite, une barque commandée par lui-même et comportant 3 rameurs. En bas, son nom FRANCISCO de ORELLANA. En haut, la valeur nominale 200 EURO. | Au 99,9 %           |
| Finlande    | Pehr Kalm                              | 10 €            | 28 janvier 2011    | Représentation d'une kalmia latifolia entourée de la légende KALMIA LATIFOLIA, du nom bilingue du pays émetteur SUOMI FINLAND et du millésime 2011              | Représentation de Pehr Kalm devant les chutes du Niagara. En haut, la légende APOSTOLVS LINNAEI. À gauche, son nom PEHR KALM et ses années de naissance et de mort 1716-1779. À droite, la valeur nominale 10€                                                                               | Ag 92,5 %           |
| France      | Jacques Cartier                        | 10 €            | mars 2011          | | |                     |
| France      | Jacques Cartier                        | 50 €            | mars 2011          | | |                     |
| France      | Jacques Cartier                        | 200 €           | mars 2011          | | |                     |
| France      | Jacques Cartier                        | 500 €           | mars 2011          | | |                     |
| France      | Jacques Cartier                        | 1000 €          | mars 2011          | | |                     |
| Irlande     | Saint Brendan                          | 10 €            | 15 février 2011    | | |                     |
| Italie      | Amerigo Vespucci                       | 10 €            |                    | | |                     |
| Malte       | Les Phéniciens                         | 10 €            | 5 avril 2011       | | |                     |
| Malte       | Les Phéniciens                         | 50 €            | 5 avril 2011       | | | Au                  |
| Portugal    | Hermenegildo Capelo et Roberto Ivens   | 2,50 €          | 20 avril 2011      | | |                     |
| Saint-Marin | Antonio Pazzaglia et Roberto Pazzaglia | 5 €             | 25 octobre 2011    | | |                     |